# 1945 год в театре
1945 год в театре

## Яркие постановки
- 8 марта — в Буэнос-Айресе впервые поставлена пьеса Федерико Гарсиа Лорки «Дом Бернарды Альбы»
- 12 марта — в Казани поставлен первый татарский балет «Шурале» на музыку Фарида Яруллина по мотивам одноимённой поэмы Габдуллы Тукая, основанной на татарском фольклоре.
- 21 ноября — на сцене Большого театра премьера балета «Золушка» на музыку Сергея Прокофьева.

## Знаменательные события
- 7 сентября постановкой пьесы «Натан Мудрый» Г. Э. Лессинга был открыт закрытый в 1944 году Немецкий театр (нем. Deutsches Theater)[1][2].

## Персоналии

### Родились
- 10 января — Теличкина, Валентина Ивановна, советская и российская актриса театра и кино
- 11 января — Тараторкин, Георгий Георгиевич, советский и российский актёр театра и кино, народный артист РСФСР
- 3 февраля — Веденеев, Юрий Петрович, советский и российский оперный певец, народный артист России
- 12 февраля — Быстров, Борис Евгеньевич, советский и российский актёр театра и кино, народный артист России
- 18 февраля — Денисенкова, Людмила Николаевна, советская и российская актриса театра и кино, заслуженная артистка России
- 30 марта — Толубеев, Андрей Юрьевич, советский и российский актёр театра и кино, народный артист России
- 24 мая — Киндинов, Евгений Арсеньевич, советский и российский актёр театра и кино
- 2 сентября — Печерникова, Ирина Викторовна, советская и российская актриса театра и кино
- 24 октября — Мартынов, Андрей Леонидович, советский и российский актёр театра и кино, народный артист России
- 2 ноября — Рахленко, Елена Александровна, советская и российская актриса театра и кино, заслуженная артистка России
- 18 декабря — Стеблов, Евгений Юрьевич, советский и российский актёр театра и кино, народный артист России
- 23 декабря — Рыжаков, Валерий Николаевич, советский актёр театра и кино, заслуженный артист РСФСР
- 25 декабря — Дзекун, Александр Иванович, советский, российский и украинский театральный режиссёр. Народный артист РСФСР
- 27 декабря — Петров, Андрей Борисович, советский и российский артист балета и хореограф, основатель и художественный руководитель театра «Кремлёвский балет», народный артист РСФСР

### Скончались
- 19 мая — Тренёв, Константин Андреевич, российский и советский драматург
- 6 июня — Баазов, Герцель Давыдович, грузинский советский писатель и драматург
- 26 июня — Черепнин, Николай Николаевич, русский композитор, автор балетов и опер, сотрудничал с труппой Сергея Дягилева
- 19 сентября — Слонов, Иван Артемьевич, российский советский актёр, режиссёр, педагог и общественный деятель, народный артист РСФСР
- 20 октября — Массалитинова, Варвара Осиповна, российская актриса, народная артистка РСФСР
- 1 ноября — Хмелёв, Николай Павлович, российский актёр и режиссёр, народный артист СССР